# Taça de Portugal 1970/71
Die Taça de Portugal 1970/71 war die 31. Austragung des portugiesischen Pokalwettbewerbs. Er wurde vom portugiesischen Fußballverband ausgetragen. Das Finale fand am 27. Juni 1971 im Estádio Nacional von Oeiras statt. Pokalsieger wurde Sporting Lissabon, das sich im Finale gegen Titelverteidiger Benfica Lissabon durchsetzte. Sporting qualifizierte sich mit dem Sieg für den Europapokal der Pokalsieger 1971/72.
Die ersten sechs Runden bis einschließlich Achtelfinale wurden in einem Spiel entschieden. Bei unentschiedenem Ausgang gab es eine Verlängerung. Stand danach kein Sieger fest wurde die Partie wiederholt. Ab dem Viertelfinale wurden die Begegnungen in Hin- und Rückspiel ausgetragen. Auch hier wurde bei Gleichstand ein Entscheidungsspiel ausgetragen. Das Finale wurde in einem Spiel entschieden.

## Teilnehmende Teams
Die Teams aus der Terceira Divisão waren in der ersten Runden unter sich. In der zweiten Runde stiegen die Klubs aus der Segunda Divisão ein, in der 4. Runde die Vereine aus der Primeira Divisão und im Achtelfinale die Vereine aus den Kolonialgebieten.
| Primeira Divisão (14) | Segunda Divisão (28) | Segunda Divisão (28) | Distrikte (5) |
| --- | --- | --- | --- |
| - Académica de Coimbra - FC Barreirense - Belenenses Lissabon - Benfica Lissabon - Boavista Porto - GD da CUF Barreiro - SC Farense - Leixões SC - FC Porto - Sporting Lissabon - FC Tirsense - Varzim SC - Vitória Guimarães - Vitória Setúbal                | - Atlético CP - SC Beira-Mar - Sporting Braga - União de Coimbra - SC Espinho - FC Famalicão - CD Gouveia - União Lamas - União Leiria - Luso FC - AC Marinhense - CD Montijo - SC Olhanense - Clube Oriental de Lisboa                                                  | - GD Peniche - Portimonense SC - FC Penafiel - GD Riopele - SC Salgueiros - AD Sanjoanense - FC Seixal - GD Sesimbra - Sport União Sintrense - União de Tomar - SC União Torreense - CD Torres Novas - Tramagal Sport União - FC Vizela                                                               | - Marítimo Funchal (Madeira) - SC Praiense (Azoren) - Independente SC (Angola) - CS Mindelense (Kap Verde) - Ferroviário Lourenço Marques (Mosambik) |
| Terceira Divisão (64) | | | |
| - Académico de Viseu FC - AD Ala-Arriba - SC Alba - CDR Alferrarede - União de Algés - Alhandra SC - Almada AC - União de Almeirim - Desportivo Aves - Amora FC - Anadia FC - Benfica e Castelo Branco - CD Beja - Caldas SC - SC Campomaiorense - Casa Pia AC | - GD Chaves - CD Cova da Piedade - SC Covilhã - GD Estoril Praia - SC Estela Portalegre - AD Fafe - CD Feirense - SC Freamunde - Gil Vicente FC - Recreativo Grandolense - AD Guarda - Juventude Évora - CF Esperança Lagos - SC Lamego - Leça FC - SC Leiria e Marrazes | - AD Limianos - Lusitânia Lourosa - Lusitano GC Évora - Lusitano FC Vildemoinhos - CA Macedo de Cavaleiros - CF Marialvas - SC Mirandela - CDR Moimenta da Beira - União de Montemor - Moura AC - Naval 1º de Maio - GD Nazarenos - CDEF Norte e Soure - Odivelas FC - UD Oliveirense - Paio Pires FC | - SC Penalva Castelo - CD Portalegrense - SC Régua - AD São Pedro da Cova - SG Sacavenense - UD Santarém - Silves FC - GD Trancoso - CA Valdevez - AD Valecambrense - Vasco da Gama AC - Estrela Vendas Novas - SC Vianense - UD Vilafranquense - SC Vila Pouca - SC Vila Real |

## 1. Runde
In dieser Runde nahmen nur die Vereine aus der Terceira Divisão teil.
|                          | Ergebnis  |                          |
| ------------------------ | --------- | ------------------------ |
| SC Penalva Castelo       | 1:5       | GD Chaves                |
| AD São Pedro da Cova     | 2:6       | SC Covilhã               |
| Silves FC                | 1:0       | SC Campomaiorense        |
| Paio Pires FC            | 2:2 n. V. | GD Estoril Praia         |
| UD Oliveirense           | 9:1       | CA Macedo de Cavaleiros  |
| GD Nazarenos             | 2:1       | Amora FC                 |
| CDEF Norte e Soure       | 2:0       | AD Limianos              |
| União de Almeirim        | 2:1       | Lusitano FC Vildemoinhos |
| União de Montemor        | 2:1       | Alhandra SC              |
| SC Vianense              | 3:2       | Lusitânia Lourosa        |
| SC Vila Pouca            | 0:3       | CD Feirense              |
| Vasco da Gama AC         | 0:3       | CD Portalegrense         |
| AD Valecambrense         | 2:1       | SC Régua                 |
| UD Santarém              | 3:0       | Juventude Évora          |
| CA Valdevez              | 1:3       | Académico de Viseu FC    |
| Naval 1º de Maio         | 1:0       | AD Fafe                  |
| Moura AC                 | 0:0 n. V. | UD Vilafranquense        |
| Desportivo Aves          | 3:1       | AD Guarda                |
| Benfica e Castelo Branco | 3:1       | Almada AC                |
| Casa Pia AC              | 3:2       | União de Algés           |
| Caldas SC                | 0:1       | CD Cova da Piedade       |
| CDR Alferrarede          | 0:3       | CD Beja                  |
| Anadia FC                | 3:1       | Leça FC                  |
| CF Esperança Lagos       | 1:3       | Odivelas FC              |
| SC Estela Portalegre     | 3:2       | Recreativo Grandolense   |
| CDR Moimenta da Beira    | 0:2       | SC Lamego                |
| Lusitano GC Évora        | 1:3       | SC Leiria e Marrazes     |
| Gil Vicente FC           | 3:0       | GD Trancoso              |
| Estrela Vendas Novas     | 3:1       | SG Sacavenense           |
| SC Freamunde             | 0:1       | AD Ala-Arriba            |
| SC Alba                  | 2:1       | SC Vila Real             |
| CF Marialvas             | w. o.     | SC Mirandela             |

### Wiederholungsspiele
|                   | Ergebnis |               |
| ----------------- | -------- | ------------- |
| UD Vilafranquense | 2:0      | Moura AC      |
| GD Estoril Praia  | 3:0      | Paio Pires FC |

## 2. Runde
Die Teams aus der Segunda Divisão stiegen in dieser Runde ein.
|                       | Ergebnis  |                          |
| --------------------- | --------- | ------------------------ |
| Sport União Sintrense | 1:3       | União de Tomar           |
| Sporting Braga        | 4:0       | AD Ala-Arriba            |
| GD Sesimbra           | 1:0       | Tramagal Sport União     |
| FC Seixal             | 1:1 n. V. | CD Torres Novas          |
| GD Riopele            | 2:0       | AD Sanjoanense           |
| SC Beira-Mar          | 3:0       | União Lamas              |
| SC Espinho            | 1:2       | SC Salgueiros            |
| SC Lamego             | 1:0       | CF Marialvas             |
| AD Valecambrense      | 0:3       | AC Marinhense            |
| SC Vianense           | 1:3       | Naval 1º de Maio         |
| UD Santarém           | 3:2       | Portimonense SC          |
| União de Montemor     | 0:1       | União de Almeirim        |
| SC União Torreense    | 2:0       | Silves FC                |
| União de Coimbra      | 3:1       | FC Famalicão             |
| CD Portalegrense      | 3:0       | Odivelas FC              |
| GD Peniche            | 5:1       | SC Olhanense             |
| GD Chaves             | 5:0       | CDEF Norte e Soure       |
| Estrela Vendas Novas  | 2:5       | GD Estoril Praia         |
| CD Beja               | 2:0       | UD Vilafranquense        |
| Casa Pia AC           | 1:1 n. V. | Luso FC                  |
| Anadia FC             | 1:0       | SC Alba                  |
| Atlético CP           | 3:0       | Benfica e Castelo Branco |
| FC Vizela             | 3:1       | Desportivo Aves          |
| Gil Vicente FC        | 1:1 n. V. | GD Estoril Praia         |
| GD Nazarenos          | 1:2       | Clube Oriental de Lisboa |
| UD Oliveirense        | 1:2       | CD Feirense              |
| CD Montijo            | 1:0       | CD Cova da Piedade       |
| SC Leiria e Marrazes  | 3:2       | SC Estela Portalegre     |
| CD Gouveia            | 0:1       | FC Penafiel              |
| União Leiria          | 3:0       | Académico de Viseu FC    |

### Wiederholungsspiele
|                 | Ergebnis |                |
| --------------- | -------- | -------------- |
| CD Torres Novas | 2:1      | FC Seixal      |
| SC Covilhã      | 1:0      | Gil Vicente FC |
| Luso FC         | 2:0      | Casa Pia AC    |

## 3. Runde
|                          | Ergebnis |                    |
| ------------------------ | -------- | ------------------ |
| GD Sesimbra              | 2:1      | FC Penafiel        |
| SC Beira-Mar             | 4:1      | GD Estoril Praia   |
| GD Estoril Praia         | 1:3      | SC União Torreense |
| CD Torres Novas          | 0:1      | União de Tomar     |
| União de Coimbra         | 3:1      | SC Lamego          |
| União de Almeirim        | 1:0      | FC Vizela          |
| GD Riopele               | 2:0      | Naval 1º de Maio   |
| CD Portalegrense         | 3:1      | CD Feirense        |
| GD Chaves                | 0:2      | Sporting Braga     |
| CD Beja                  | 3:1      | Atlético CP        |
| Luso FC                  | 1:0      | GD Peniche         |
| SC Leiria e Marrazes     | 0:1      | UD Santarém        |
| Clube Oriental de Lisboa | 1:0      | AC Marinhense      |
| CD Montijo               | 4:1      | União Leiria       |
| Anadia FC                | 0:2      | SC Salgueiros      |

## 4. Runde
Freilos: União de Coimbra
|                    | Ergebnis  |                          |
| ------------------ | --------- | ------------------------ |
| SC União Torreense | 1:0       | União de Tomar           |
| União de Almeirim  | 4:0       | UD Santarém              |
| GD Sesimbra        | 2:1       | CD Portalegrense         |
| SC Beira-Mar       | 3:1       | CD Montijo               |
| GD Riopele         | 4:3       | Sporting Braga           |
| SC Salgueiros      | 1:1 n. V. | Luso FC                  |
| CD Beja            | 1:2       | Clube Oriental de Lisboa |

### Wiederholungsspiel
|         | Ergebnis |               |
| ------- | -------- | ------------- |
| Luso FC | 4:3      | SC Salgueiros |

## 5. Runde
In dieser Runde traten die 14 Teams der Primeira Divisão ein. Die Spiele fanden am 16. und 20. Mai 1971 statt.
|                          | Ergebnis  |                      |
| ------------------------ | --------- | -------------------- |
| GD Riopele               | 0:2       | Vitória Setúbal      |
| GD Sesimbra              | 2:0       | Académica de Coimbra |
| SC União Torreense       | 0:2       | Belenenses Lissabon  |
| União de Coimbra         | 2:0       | SC Farense           |
| Clube Oriental de Lisboa | 0:8       | Sporting Lissabon    |
| Leixões SC               | 4:3       | Vitória Guimarães    |
| Benfica Lissabon         | 11:00     | Luso FC              |
| Boavista Porto           | 5:1       | Varzim SC            |
| FC Barreirense           | 2:1       | SC Beira-Mar         |
| FC Porto                 | 5:1       | GD da CUF Barreiro   |
| FC Tirsense              | 2:2 n. V. | União de Almeirim    |

### Wiederholungsspiel
|                   | Ergebnis |             |
| ----------------- | -------- | ----------- |
| União de Almeirim | 1:2      | FC Tirsense |

## Achtelfinale
Die Teams aus den Kolonialgebieten stiegen in dieser Runde ein. Die Spiele fanden am 22., 23 und 26. Mai 1971 statt.
|                   | Ergebnis  |                              |
| ----------------- | --------- | ---------------------------- |
| Boavista Porto    | 0:1       | Belenenses Lissabon          |
| FC Barreirense    | 1:7       | Benfica Lissabon             |
| SC Praiense       | 00:11     | Vitória Setúbal              |
| GD Sesimbra       | 1:1 n. V. | Marítimo Funchal             |
| Sporting Lissabon | 21:00     | CS Mindelense                |
| FC Porto          | 4:1       | Ferroviário Lourenço Marques |
| Independente SC   | 1:0       | União de Coimbra             |
| FC Tirsense       | 4:0       | Leixões SC                   |

### Wiederholungsspiel
|                  | Ergebnis |             |
| ---------------- | -------- | ----------- |
| Marítimo Funchal | 1:2      | GD Sesimbra |

## Viertelfinale
Die Hinspiele fanden am 30. Mai 1971 statt, die Rückspiele am 6. Juni 1971.
|                   | Gesamt |                     | Hinspiel | Rückspiel |
| ----------------- | ------ | ------------------- | -------- | --------- |
| Benfica Lissabon  | 8:0    | Independente SC     | 6:0      | 2:0       |
| FC Porto          | 1:2    | Vitória Setúbal     | 0:1      | 1:1       |
| GD Sesimbra       | 1:4    | FC Tirsense         | 0:1      | 1:3       |
| Sporting Lissabon | 2:2    | Belenenses Lissabon | 0:0      | 2:2       |

### Entscheidungsspiel
|                   | Ergebnis  |                     |
| ----------------- | --------- | ------------------- |
| Sporting Lissabon | 2:1 n. V. | Belenenses Lissabon |

## Halbfinale
Die Hinspiele fanden am 10. und 13. Juni 1971 statt, die Rückspiele am 15. und 20. Juni 1971.
|                   | Gesamt |                  | Hinspiel | Rückspiel |
| ----------------- | ------ | ---------------- | -------- | --------- |
| FC Tirsense       | 2:8    | Benfica Lissabon | 1:3      | 1:5       |
| Sporting Lissabon | 2:1    | Vitória Setúbal  | 1:0      | 1:1       |

## Finale
| Paarung           | Sporting Lissabon – Benfica Lissabon |
| Ergebnis          | 4:1 (3:0) |
| Datum             | 27. Juni 1971 |
| Stadion           | Estádio Nacional, Oeiras |
| Schiedsrichter    | Ismael Baltazar |
| Tore              | 1:0 Joaquim Dinis (15.) 2:0 Nélson Fernandes (23.) 3:0 Chico Faria (33.) 3:1 Eusébio (59. Foulelfmeter) 4:1 Chico Faria (71.) |
| Sporting Lissabon | Vítor Damas – Carlos Manaca, Pedro Gomes , João Laranjeira, José Carlos (68. Francisco Caló) – Fernando Peres, Nélson Fernandes, Vítor Gonçalces (57. Fernando Tomé), Marinho – Joaquim Dinis, Chico Faria Cheftrainer: Fernando Vaz             |
| Benfica Lissabon  | José Henrique – Zeca Miglietti, Malta da Silva, Humberto Coelho – Augusto Matine (34. Diamantino Costa), Adolfo Calisto, António Simões , Jaime Graça – Eusébio, Artur Jorge (69. José Augusto Torres), Nené Cheftrainer: Jimmy Hagan ( England) |